# Xanthorrhoea preissii
A Xanthorrhoea preissii é uma espécie de monocotiledônea perene muito difundida no sudoeste da Austrália.

## Descrição
A forma da planta se assemelha a uma árvore, com folhas muito longas e agrupadas, semelhantes a grama, que emergem de uma base central.
O tronco pode atingir mais de 3 metros de altura, e a aparência frequentemente enegrecida é uma evidência de sua capacidade de resistir ao fogo. Os restos das folhas inflamáveis e a rebrota anual produzem faixas que permitem determinar a idade da planta e fornecem um registro de incêndios anteriores em seu habitat. A inflorescência aparece em uma haste vertical, com 1,5 m a 2,5 m de comprimento, entre junho e dezembro. As flores sésseis, cor creme ou brancas, aparecem mais profusamente quando estimuladas por incêndios florestais.

## Taxonomia
O nome comum “balga” é derivado do idioma Nyungar. Essa espécie e outros membros do gênero Xanthorrhoea são informalmente chamados de blackboys ou grasstrees. A aparência da planta foi vista como semelhante a um habitante nativo segurando uma lança pelos primeiros colonizadores da região, o que levou ao nome comum blackboy. Atualmente, esse termo é considerado inadequado.
Uma descrição publicada em 1920, Xanthorrhoea reflexa D.A.Herb. [en], é citada como sinônimo taxonômico para essa espécie, assim como o nome Xanthorrhoea pecoris F.Muell.. A descrição da espécie foi publicada pela primeira vez por Stephan Ladislaus Endlicher no volume de 1846 de Plantae Preissianae.

## Distribuição
É encontrada em planícies costeiras, perto de cursos d'água e regiões de florestas do interior, em uma faixa que se estende de Geraldton a Albany e no Avon Wheatbelt. Ocorre em uma ampla variedade de tipos de solo e, às vezes, está associada a laterita e granito.

## Ecologia
A espécie é apontada como um dos táxons dominantes nas florestas e arbustos de Corymbia calophylla - Xanthorrhoea preissii da Planície Costeira de Swan, uma comunidade ecológica criticamente ameaçada, outrora muito difundida e agora restrita a uma faixa estreita. Sua ocorrência é uma característica de duas outras comunidades de Corymbia calophylla, mas a comunidade de Corymbia calophylla/Xanthorrhoea se distingue pelos solos mais secos das comunidades ao longo da borda leste da Planície Costeira de Swan.

## Usos
A espécie teve grande importância econômica para o povo Noongar, que a chamou de balga, utilizando a goma que ela contém, a haste para fabricação de lanças e a larva Abantiades atripalpis [en] como fonte de alimento. Informações anedóticas sobre a espécie referem-se a uma associação com o fogo na cultura desse povo.

## Galeria

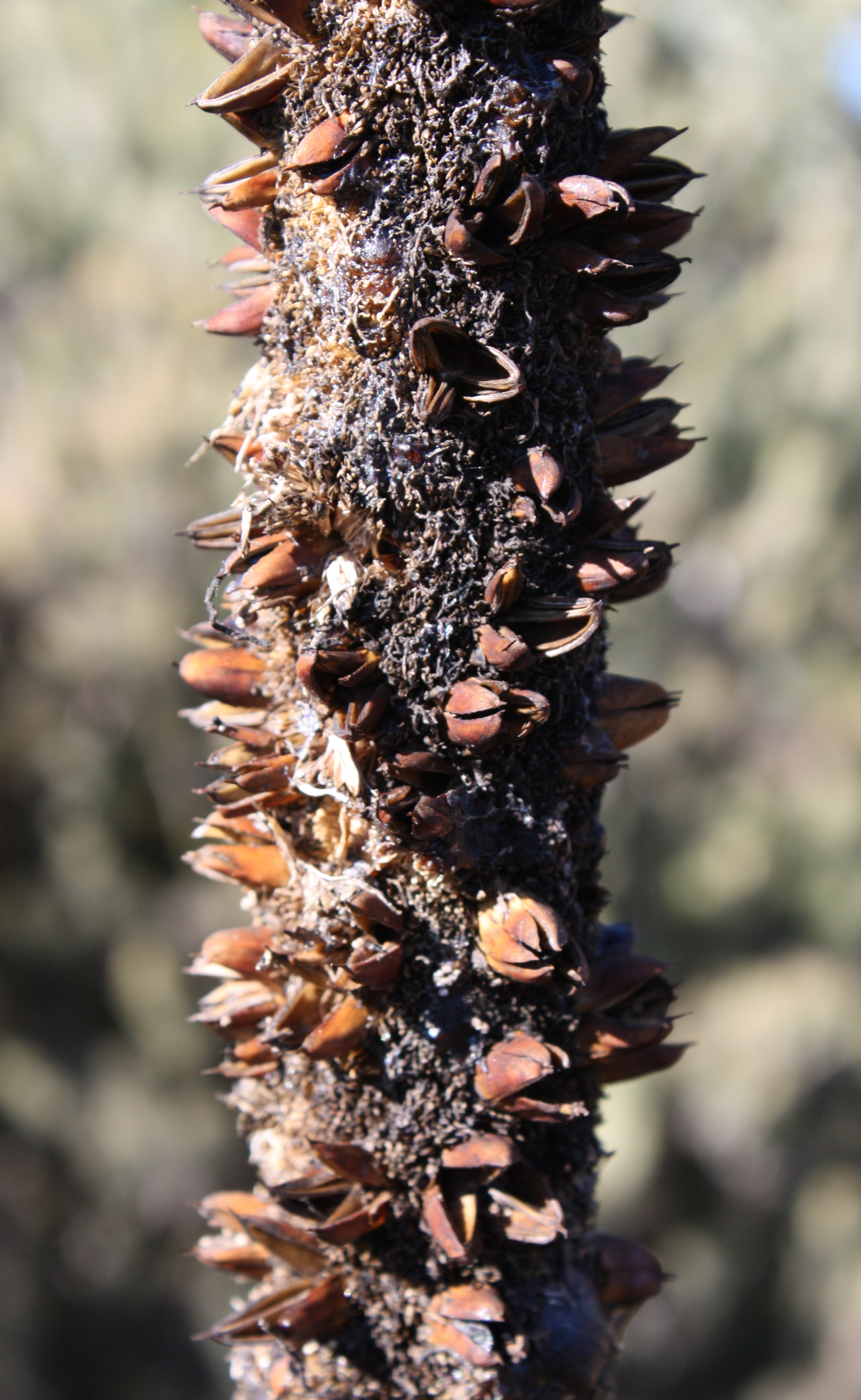
Visão aproximada da haste da flor.
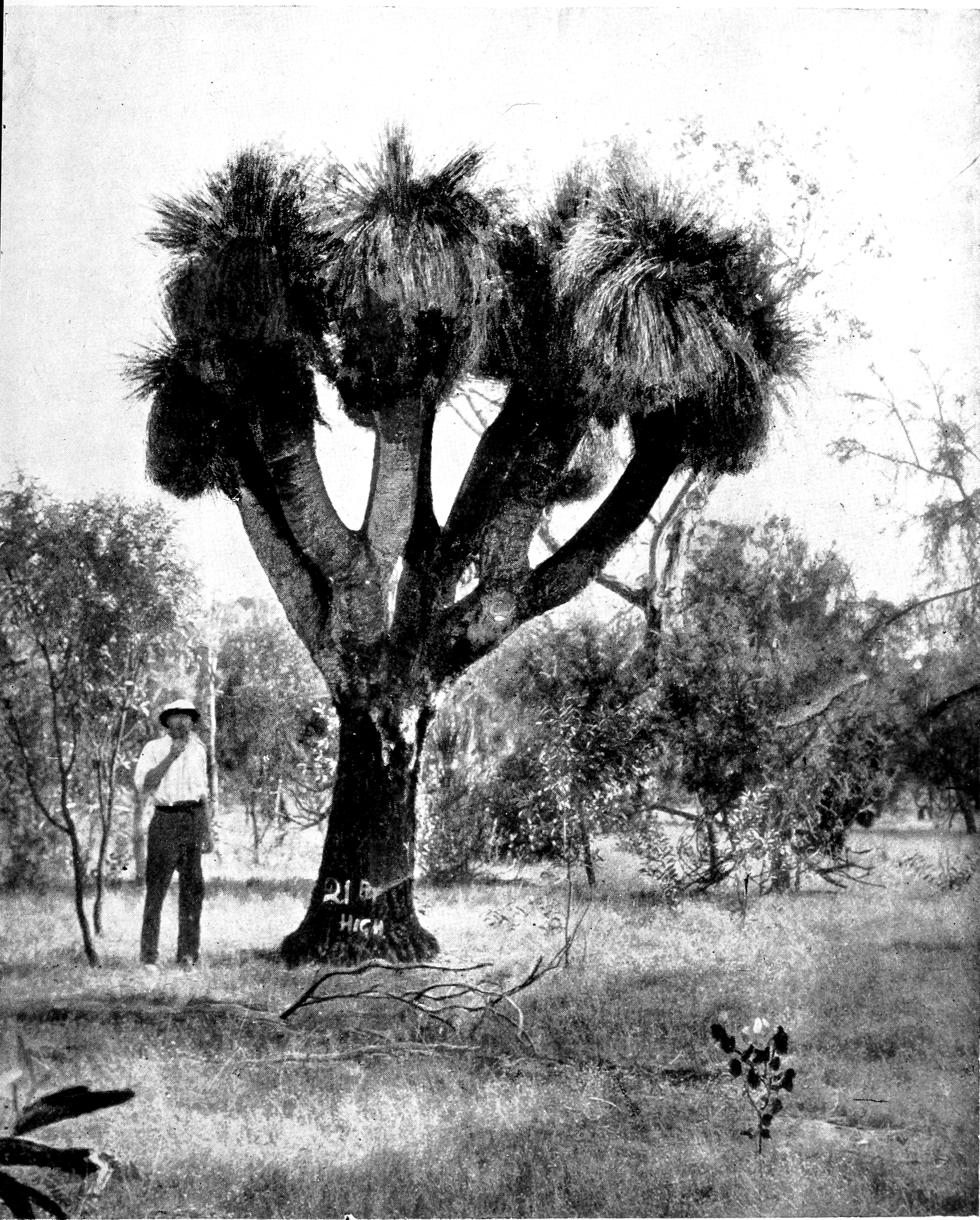
Espécime de 6,4 m de altura, c. 1920.
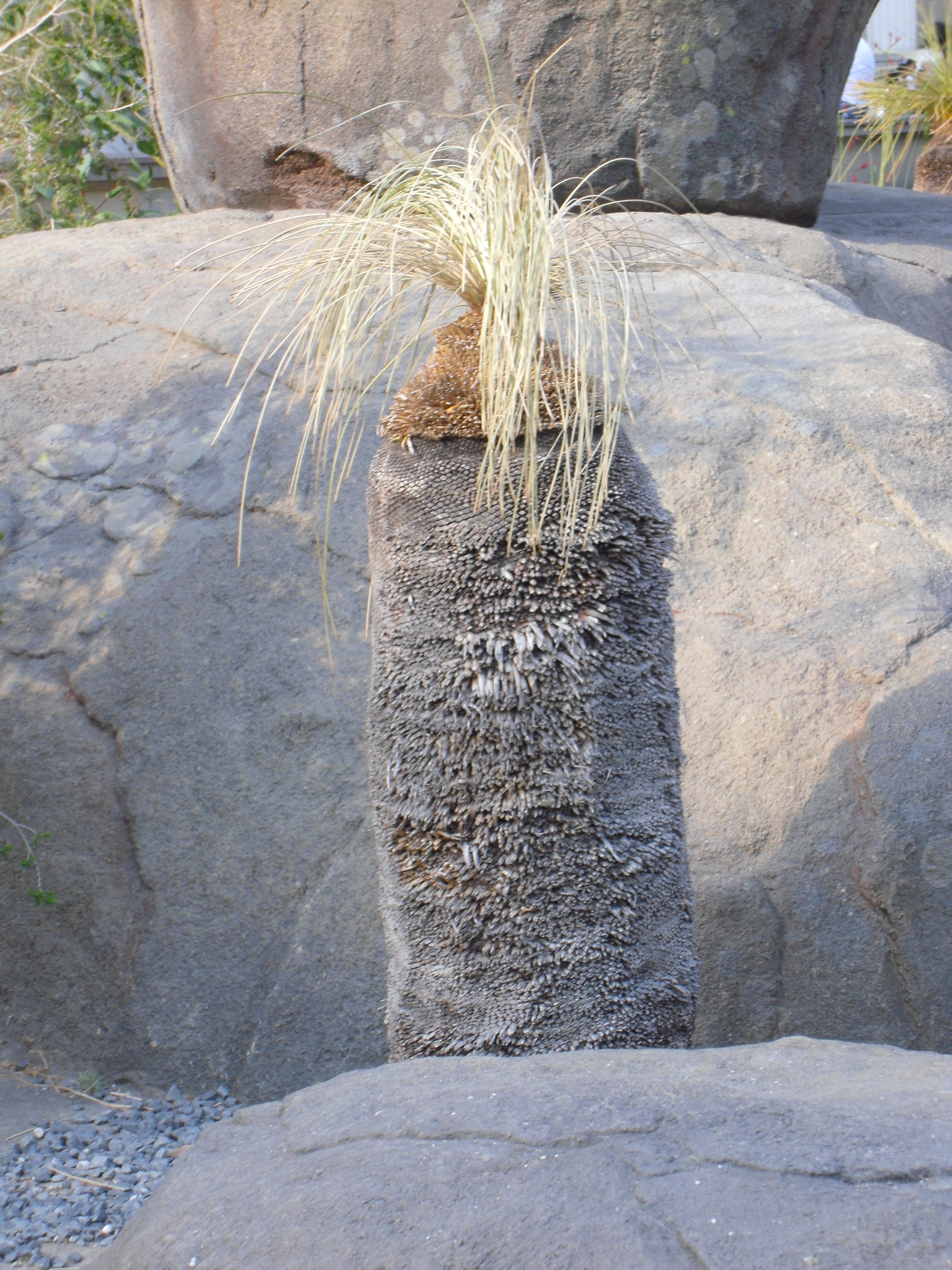
Exposição no Museu Britânico (maio de 2010).
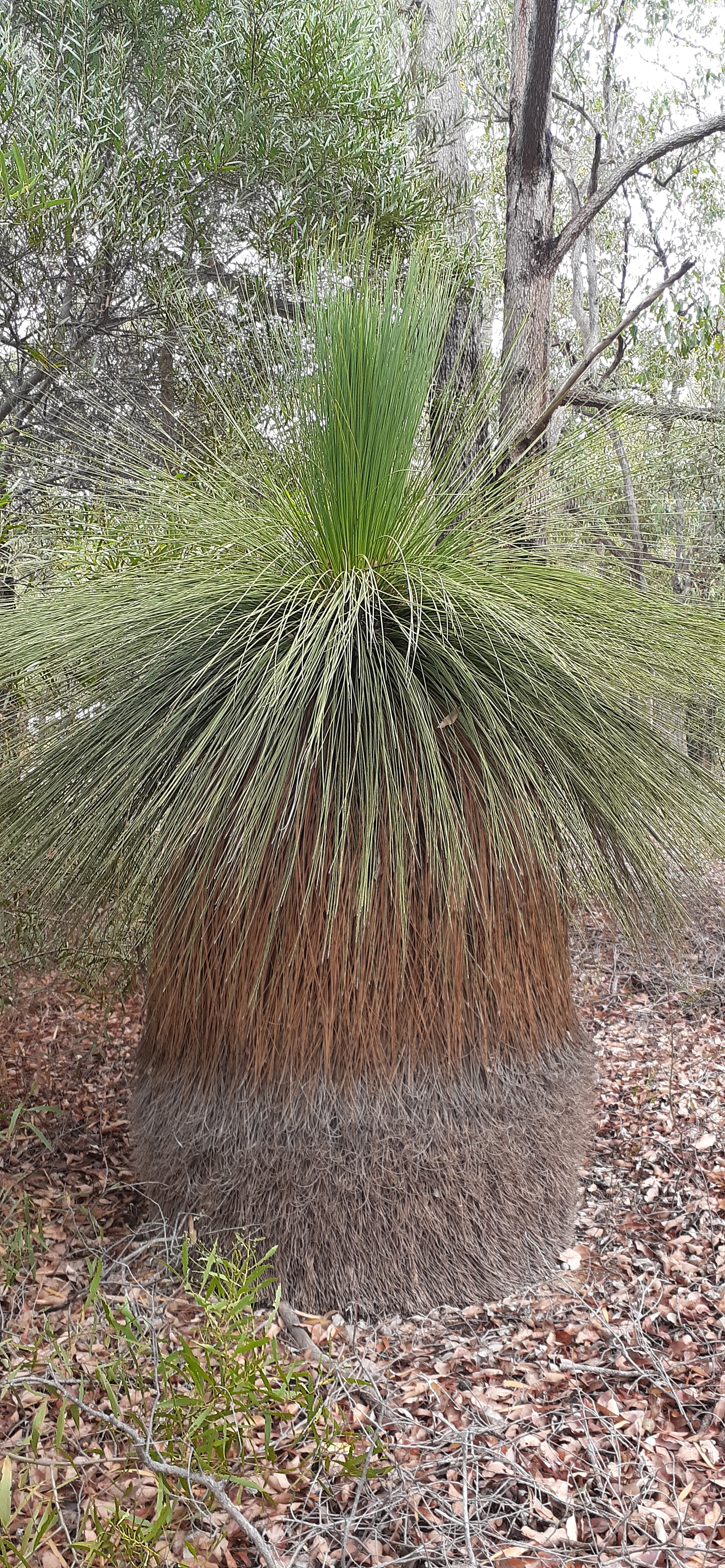
Folhas de Xanthorrhoea.
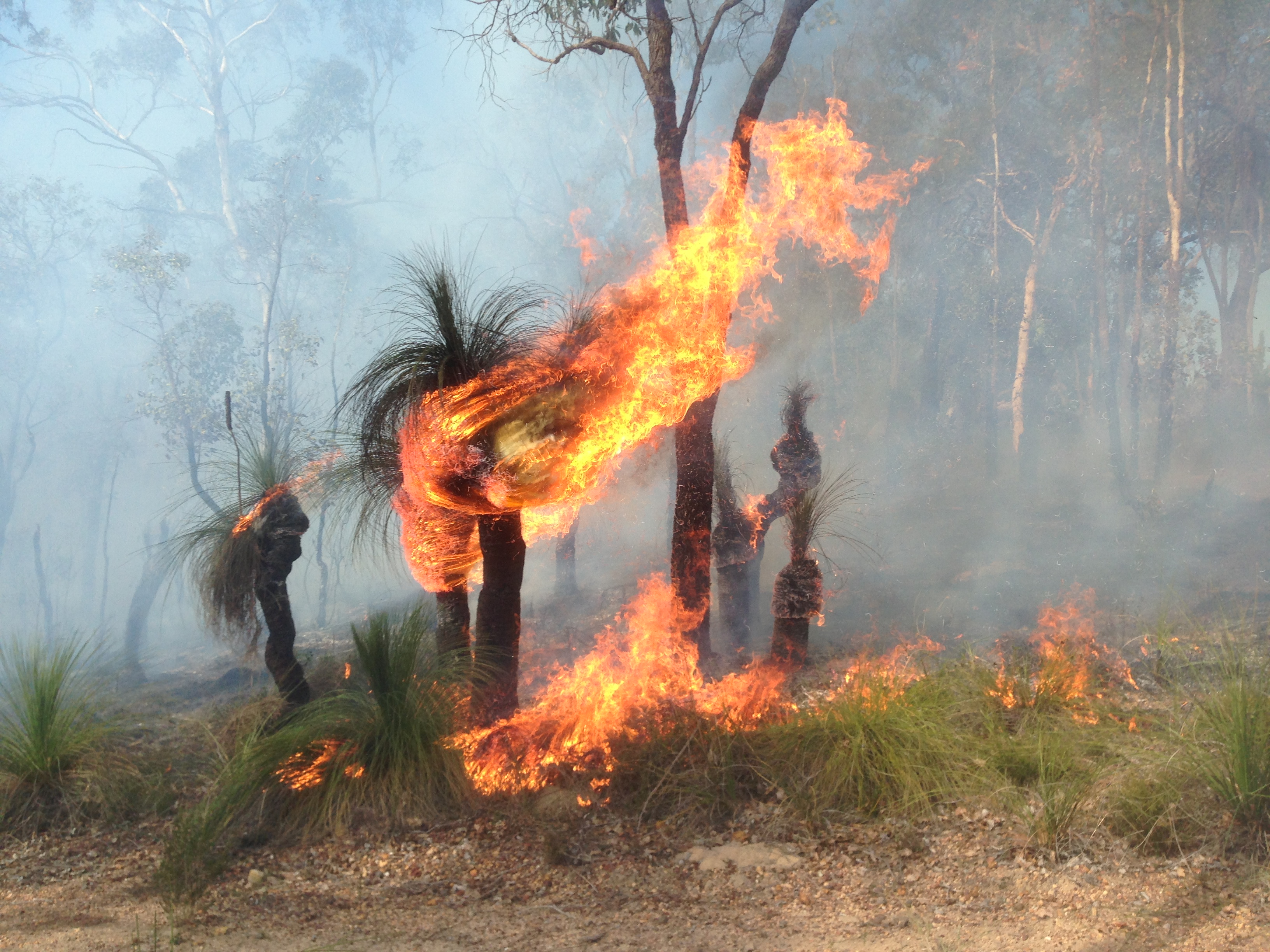
Xanthorrhoea em chamas durante uma queimada controlada em Mundaring.